# Gładysze
Gładysze (Duits: Schlodien) is een plaats in het Poolse district  Braniewski, woiwodschap Ermland-Mazurië. De plaats maakt deel uit van de gemeente Wilczęta en telt 314 inwoners.

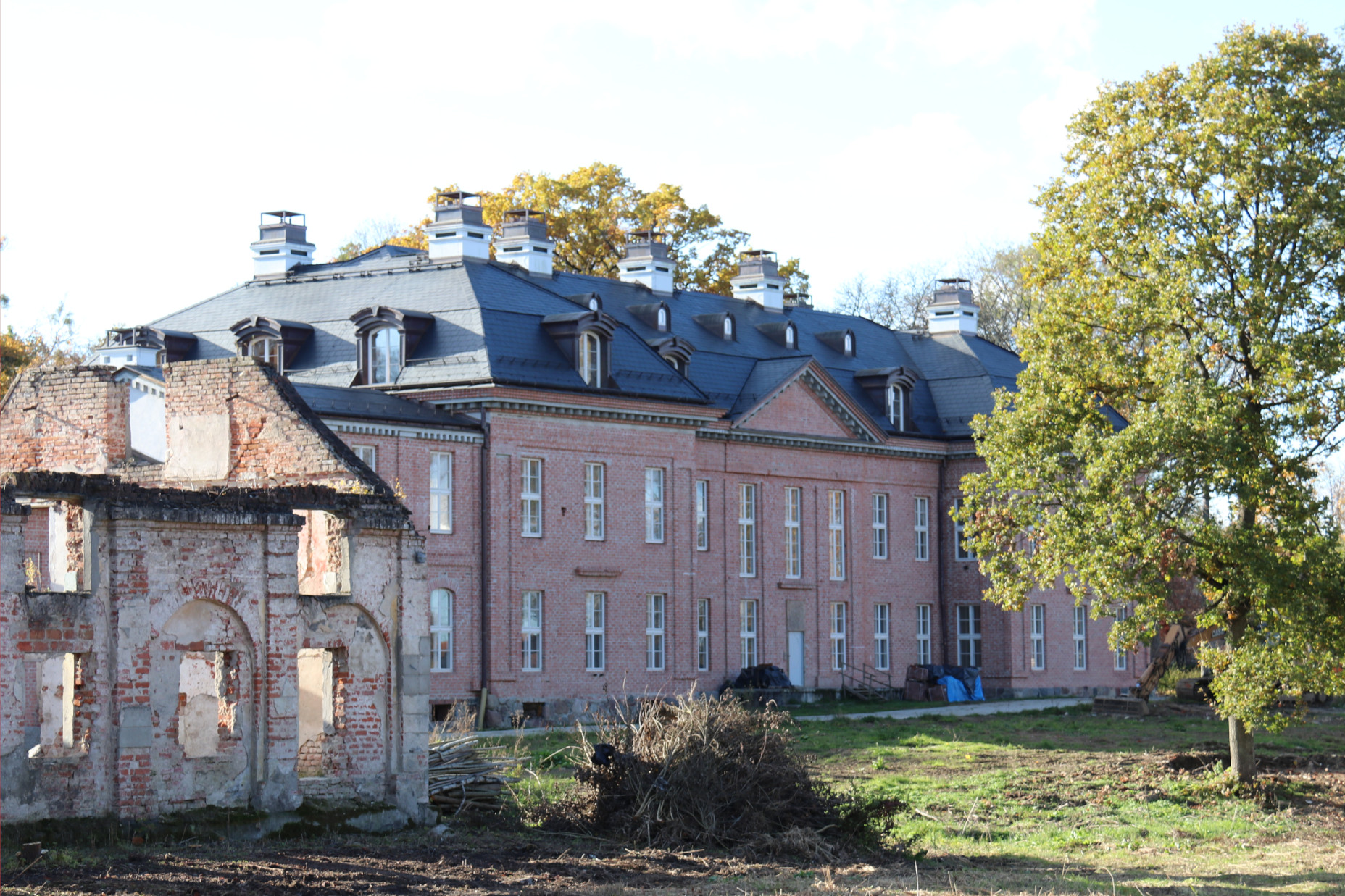
Palace Schlodien, reconstruction 2024